# Guadajira (Lobón)
Guadajira es una Entidad Local Menor del Municipio español de Lobón, perteneciente a la provincia de Badajoz (comunidad autónoma de Extremadura).

## Situación
Historia
La localidad de Guadajira se constituyó como Entidad Local Menor del término municipal de Lobón por disposición del Gobierno Autonómico el 22 de abril de 1997, según se publicó en el DOE (Diario Oficial de Extremadura) el 29 de abril de 1997.
La población pacense de Guadajira es otro de esos pequeños núcleos rurales denominados "de colonización", integrado en el Plan Badajoz, en la década de los años cuarenta, como ocurre con otras localidades vecinas: Guadiana, Pueblonuevo del Guadiana, Novelda del Guadiana, Gévora, Valdelacalzada, etc. Pero antes de adentrarnos en lo que supuso el Plan Badajoz, hemos de ofrecer algunas referencias sobre nuestra situación geográfica. Asentada sobre los terrenos de la antigua finca "El Cotorrillo" se alza sobre una especie de serrata aislada en su extremo occidental y que comienza en los altos de Lobón paralela al río Guadiana. La amplia y fértil vega que se extiende por todo el entorno de la población es cortada por el río Guadajira, arteria fluvial que da su nombre a la localidad y es conocido por el alto índice de contaminación de sus aguas como consecuencia de los vertidos de algunas industrias aceiteras de la zona de Barros. Otro aspecto a destacar son los desbordamientos y riadas que se producen en época de lluvias y de los que existen algunas referencias del aiglo XVIII:
"Entre Lobón y Talavera se pasa un arroyo llamado Guadaxira, intransitable, y peligrosísimo en los inviernos, en que la falta de un puente es causa de muchas desgracias, y de notable detención de correos, y pasajeros: gran falta en un camino tan principal como éste. Se encuentran en todo él desde Mérida a Badajoz grandísimas llanuras, reducidas a pastos. Se trabaja con empeño en la construcción del camino real de Extremadura, y podemos esperar que sea uno de los mejores de España, mediante las providencias que se han tomado"
Dada la aparente juventud de Guadajira se podría deducir que carecemos de historia como ya se dijo en alguna ocasión. Evidentemente y a diferencia de otros pueblos próximos a nosotros como son Talavera la Real, Lobón o Montijo no contamos con esos notables edificios de rancio abolengo que caracterizan a estas mismas poblaciones mucho más antiguas. Podríamos pensar que toda nuestra historia se limita a ese punto de partida que fue el Plan Badajoz como única base; sin embargo otra realidad bien distinta atesora nuestro subsuelo. En los últimos días del mes de noviembre de 1980 un equipo del Departamento de Arqueología de la Universidad de Sevilla dirigido por Víctor Hurtado Pérez excava la primera de las tumbas correspondientes a la Edad del Bronce. Años más tarde se produciría el hallazgo de dos nuevos enterramientos como parte de una necrópolis fechada en torno al 1800 - 1600 a. C. Los resultados de estas intervenciones ponen de manifiesto una fase ocupacional de la zona que se sitúa entre la Edad del Cobre y la Edad del Bronce, llamado también de transición. Igualmente notables son los restos de otro impresionante conjunto a orillas del río Guadajira, en los que antiguamente fueron los terrenos del "Rodeo de la Plata". Se trata de una necrópolis o conjunto de incineraciones que se enmarcan en el periodo orientalizante, conocido a través de complejos de la importancia de "Cancho Roano" (Zalamea de la Serena", "El Turuñuelo" (Mérida) o Medellín. La ingente cantidad y calidad de los materiales hallados en superficie han permitido diferenciar varios tipos cerámicos: cerámicas grises de superficie alisada, cerámicas de engobe rojo tipo Medellín o un fragmento de cerámica ática fechable en torno al siglo VII a. C., junto con algunos bronces: fíbulas, pulseras, asas de brasero ritual, etc.
Tampoco Guadajira quedó fuera de ese proceso de romanización en la zona como lo demuestra un buen número de villas romanas repartidas en toda la zona e incluso en el mismo casco urbano de Guadajira. Posiblemente uno de los establecimientos rurales de época romana mejor conocidos es la villa romana de la Finca La Orden donde han sido recuperados varios elementos de construcción: mosaicos, columnas y cornisas de mármol junto con un conjunto de materiales diversos: cerámicas, vidrios, objetos de hueso, etc. con una cronología bastante definida fijada entre el siglo I y el siglo V d. C.
En mayo de 1998 se procedía a la explanación de unos solares en la calle Las Palomas quedando al descubierto varios muros que dibujaban la planta de un habitáculo cuadrangular provisto de una puerta. Restos de otras edificaciones han sido hallados en el campo de fútbol o en el "Cerro Juanón". Muchos más datos podrían sumarse al panorama arqueológico del yacimiento de Guadajira que, como vemos, presenta varias etapas de ocupación, lo que evidencia la importancia de estas tierras desde el punto de vista estratégico y de control de una extensión de tierras bañadas por dos vías fluviales como son el Guadajira y el Guadiana.
Pero volviendo a ese punto de partida que fue le Plan Badajoz, recordaremos la visita del general Franco a tierras extremeñas y su discurso en la ciudad de Badajoz en diciembre de 1945: "... He venido a esta provincia porque es la que tiene el problema social más hondo entre todas las españolas"
Poco tiempo después se pondría en marcha todo el proceso de regulación y aprovechamiento del Guadiana, la transformación de las tierras en parcelas de regadío, la creación de caminos y carreteras, entre otros objetivos.
Las primeras familias llegadas al "Cotorrillo" proceden de Higuera de la Serena, Valdelacalzada, La Morera, La Haba, Carmonita, Azuaga e incluso Granada. Dada la inexistencia de infraestructuras, algunos de estos primeros colonos se instalan en pequeños barracones o incluso chozas provisionales junto al río Guadiana en espera de obtener una vivienda.
Muchos fueron los peones que participarían en las obras de Guadajira, algunos de ellos venidos de pueblos cercanos como nos comenta D. Félix León Chamizo, vecino de Barbaño: "Muchos días he cruzado en barca para ir a ganarme el jornal al "Cotorrillo".
Lugares conocidos por nuestros mayores son el cerro "Cotorrillo", el camino "de peones", la carretera de la "Barca del Marqués" o el embarcadero que comunicaba Guadajira con Valdelacalzada y otros pueblos de la margen derecha del Guadiana. La celebración de la romería de San Isidro atría a otros tantos vecinos que cruzaban en barca hasta los terrenos conocidos como "Malabamba" entre Talavera la Real.
Según las informaciones de D. Fernando Carvajal Dorado, uno de los primeros Mayorales Agrícolas instalados en los alrededores de Guadajira, por aquellos años se dotaba a cada familia de colonos con un lote compuesto por la llave de una vivienda, una parcela, una vaca y una yegua.
Imaginamos las múltiples vicisitudes que supondría la precariedad de aquellos años, la adaptación de muchas de estas familias que dejan atrás su lugar de origen para instalarse en una nueva tierra que promete otras posibilidades.
Para concluir este pequeño resumen, añadiremos que hasta 1998 fuimos pedanía de Lobón y en la actualidad está constituida Entidad Local Menor.
Añadir finalmente nuestro pequeño homenaje a todas esas personas que con su testimonio han hecho posible este trabajo.
Estas notas han sido ofrecidas y recogidas por José Manuel Jerez Linde y desde aquí queremos darle nuestro más sincero agradecimiento.
En Colaboración con la Asociación de Mujeres de Guadajira, Asociación Juvenil de Guadajira, Asociación de Padres y Madres del Colegio Público "San José" de Guadajira.

## Patrimonio
Iglesia parroquial católica bajo la advocación de San José Artesano, en la archidiócesis de Mérida-Badajoz.
Paraje de San Isidro en un marco paisajístico único entre el pueblo y el Centro de Investigación agrario La Orden de CICYTEX.
Mirador desde dónde se observa parte de las vegas bajas del Guadiana. 
Diferentes zonas verdes en la localidad, como Parque de los Colonos, Parque verde, etc.